# (7117) Claudius
(7117) Claudius est un astéroïde de la ceinture principale.

## Description
(7117) Claudius est un astéroïde de la ceinture principale. Il fut découvert par Freimut Börngen le 14 février 1988 à Tautenburg. Il présente une orbite caractérisée par un demi-grand axe de 2,1809 UA, une excentricité de 0,0573 et une inclinaison de 4,8917° par rapport à l'écliptique.
Il fut nommé en hommage au poète et écrivain allemand Matthias Claudius.

## Compléments